# Salamon-szigeteki csíkosszárnyú guvat
A Salamon-szigeteki csíkosszárnyú guvat (Nesoclopeus woodfordi) a madarak osztályának darualakúak (Gruiformes) rendjébe, a guvatfélék (Rallidae) családjába tartozó kihalt faj.
A magyar név forrással nincs megerősítve.

## Rendszerezés
Besorolása vitatott, egyes rendszerezők szerint a fidzsi csíkosszárnyú guvat (Nesoclopeus poecilopterus) alfaja Nesoclopeus poecilopterus woodfordi néven.

## Előfordulása
Pápua Új-Guinea területén és a Salamon-szigeteken honos. A természetes élőhelye szubtrópusi és trópusi síkvidéki esőerdők, mocsári erdők, édesvízi mocsarak, folyók, édesvizű tavak és a vidéki kertek.

## Alfajai
- Nesoclopeus woodfordi tertius Mayr, 1949 - Bougainville sziget.
- Nesoclopeus woodfordi immaculatus Mayr, 1949 - Santa Isabel sziget.
- Nesoclopeus woodfordi woodfordi (Ogilvie-Grant, 1889) - Guadalcanal sziget.

## Megjelenése
Átlagos testhossza 30 centiméter. Tollazata barnás színű, röpképtelen.

## Külső hivatkozás
- Internet Bird Collection - videók a fajról